# Niên biểu lịch sử Anh (1000–1499)
Dưới đây là niên biểu các sự kiện trong lịch sử Anh từ 1000 đến 1499 CN. Các sự kiện trọng thời gian khác:
- Niên biểu lịch sử ở Anh (trước 1000)
- Niên biểu lịch sử ở Anh (1500-1599)

## 1000 - 1499

### Thế kỉ 12
- 1034 Vua Malcolm II xứ Scotland, Duncan I mất
- 1035 Cnut mất
- 1040 Harold Harefoot, anh trai Harthacnut của ông lên ngôi vua England mất
- 1042 Cái chết của Harthacnut, Edward the Confessor lên ngôi vua England
- 1066 Cái chết của Edward the Confessor vào tháng 1, Harold II lên ngôi vua England. Norman xâm lược và chinh phục England, Harold II bị giết và William the Conqueror trở thành Vua England
- 1086 Bắt đầu thực hiện Domesday Book
- 1087 William Kẻ chinh phục mất
- 1093 Cái chết của Malcolm III xứ Scotland trong trận chiến với England
- 1100 Cái chết của William II, Henry I lên ngôi vua England

- 1135 Cái chết của Henry I, Vua Vua Stephen lên ngôi vua England
- 1137 Bắt đầu cuộc nội chiến giữa Vua Stephen và Hoàng hậu Matilda giành quyền kế vị; sự lên ngôi của Owain Gwynedd
- 1154 Cái chết của Vua Stephen, sự lên ngôi vua England của Henry II
- 1164 Hiến pháp Clarendon, một bộ luật được đặt ra nhằm điều chỉnh việc xét xử các thành viên Giáo hội England
- 1170 Vụ ám sát Thomas a Becket; Cái chết của Owain Gwynedd, prince of Wales
- 1189 Cái chết của Henry II, Richard I lên ngôi vua England.
- 1192 Richard I bị bắt bởi Duke Leopold nước Austria (Áo) trong khi trở về từ cuộc thập tự chinh
- 1194 Richard I được chuộc về và quay lại England; sự lên ngôi vua vương quốc Gwynedd của Llywelyn ab Iorwerth
- 1199 Cái chết của Richard I, Vua John lên ngôi vua England

### Thế kỉ 13
- 1209 Vua John bị Giáo hoàng Innocent III rút phép thông công
- 1215 Ban hành Đại Hiến chương
- 1216 Cái chết của Vua John, Henry III lên ngôi vua xứ England
- 1237 Biên giới giữa Scotland và England được thiết lập theo hiệp ước York
- 1240 Cái chết của Llywelyn ab Iorwerth, prince of Wales; Dafydd ap Llywelyn lên ngôi vua Gwynedd
- 1246 Cái chết của Dafydd ap Llywelyn; Llywelyn ap Gruffudd lên ngôi vua Gwynedd (ông không yêu cầu danh hiệu prince of Wales cho đến 1258)
- 1249 Cái chết của Alexander II, vua xứ Scotland; Alexander III lên ngôi vua Scotland
- 1263 Một đạo quân Scotland đánh bại lực lượng Norwegian ở Trận Largs
- 1264 Simon de Montfort dẫn đầu các nam tước xứ England nổi loạn đánh bại Henry III ở Trận Lewes
- 1266 Scotland và Na Uy ký Hiệp ước Perth theo đó quyền kiểm soát của Scotland với quần đảo Western được thừa nhận
- 1267 Henry III xứ England công nhận quyền lực của Llywelyn ap Gruffudd ở Wales
- 1272 Cái chết của Henry III, Edward I lên ngôi vua England
- 1277 England xát nhập với Wales
- 1279 Đạo luật Mortmain
- 1282 Cái chết của Llywelyn ap Gruffudd, prince of Wales; Dafydd ap Gruffudd lên ngôi vua Gwynedd
- 1283 Cái chết của Dafydd ap Gruffudd
- 1287 Cuộc nổi loạn của Rhys ap Maredudd ở Wales
- 1294 Cuộc nổi loạn của Madog ap Llywelyn ở Wales
- 1297 William Wallace và người Scots đánh bại người England ở trận Stirling Bridge

### Thế kỉ 14
- 1305 Người England bắt giữ và hành hình William Wallace vì tội phản quốc
- 1307 Cái chết của Edward I, Edward II lên ngôi vua England
- 1314 Chiến thắng quyết định của Scotland trước England trong trận Bannockburn
- 1327 Edward III cướp ngôi vua England vào tháng 1, Edward II bị giết vào tháng 9
- 1328 England công nhận nền độc lập của Scotland trong Hiệp ước Edinburgh-Northampton
- 1338 Edward III tuyên bố mình là người thừa kế hợp pháp ngai vàng nước Pháp, bắt đầu Chiến tranh Trăm Năm
- 1348 Cái chết Đen lần đầu tiên đến England và cuối cùng giết chết khoảng 1/3 dân số
- 1356 Trận Poitiers
- 1377 Cái chết của Edward III, cháu trai của ông Richard II lên ngôi vua England
- 1381 Cuộc nổi loạn của Peasants 1381
- 1392 Đạo luật Praemunire
- 1399 Henry Bolingbroke cướp ngôi vua England trở thành Henry IV

### Thế kỉ 15
- 1403 England - Trận Shrewsbury
- 1413 England - Cái chết của Henry IV, Henry V lên ngôi
- 1415 England và Pháp- Trận Agincourt
- 1422 England và Pháp - Cái chết của Henry V, Henry VI accedes to the English and French thrones
- 1461 England - Edward IV cướp ngôi, Henry VI tiếp tục chiến đấu
- 1468 Scotland - Lần cuối cùng thu được một phần lãnh thổ khi Orkney và Shetland nằm dưới sự kiểm soát của Scotland
- 1470 England - Henry VI phục vị tháng 10
- 1471 England - Henry VI bị sát hại và Edward IV trở lại ngôi vua
- 1483 England - Cái chết của Edward IV, Edward V lên ngôi. Tuy nhiên, vào tháng 6 ngôi vị của Edward V bị tuyên bố là phi pháp và ông biến mất. Richard III lên ngôi
- 1485 England - Trận Bosworth Field 22 tháng 8 đã kết thúc triều đại York của Richard III và mở ra triều đại Tudor, với vua Henry VII.
- 1487 England - Trận Stoke là cuộc chiến giữa Henry VII và Lambert Simnel một người nhà York muốn đòi lại ngai vàng. Đây là trận chiến cuối cùng trong Chiến tranh Hoa Hồng